# 포랑트뤼
포랑트뤼(프랑스어: Porrentruy)는 스위스 쥐라주에 위치한 도시로 면적은 14.75km2, 높이는 443m, 인구는 6,829명(2015년 12월 기준), 인구 밀도는 460명/km2이다.

## 역사
포랑트뤼에서 인간 존재의 첫 번째 흔적은 디유호텔(Hôtel-Dieu)의 뒤뜰에서 발견된 중석기 도구이다. 흩어져 있는 개별 물체도 신석기 시대, 청동기 시대 후기 및 철기 시대에서 발견되었다. 포랑트뤼가 된 최초의 알려진 정착지는 로마 시대로 거슬러 올라간다. 1983년에는 마을 북쪽 공동묘지에서 갈로로만 사원의 유적이 발견되었고, 그곳에서 로마 동전이 발견되었다. 마을 근처에서 Augst - Epomanduodurum(현재 Mandeure) 로마 도로의 1km 길이 구간이 발견되었다.
디유호텔의 뒤뜰에서 10세기 또는 11세기 건물의 그을린 잔해가 발견되었다. 그러나 이름에 대한 최초의 역사적 언급은 1136년에 Purrentru로 나타난다. 이름은 아마도 라틴어 pons Ragentrudis (라겐트루드 다리)에서 온 것 같다. 라겐트루드는 프랑크인 왕 다고베르투스 1세의 아내였다. 이름의 독일어 형태인 Pruntrut는 풍부한 샘을 의미하는 Bruntrutum과 별도의 어원을 가질 수 있다.
1140년 중세 초기에 지어진 생제르맹 교회 부근에 최초의 정착촌이 세워졌다. 포랑트뤼 주변 지역을 소유한 페레트 백작은 방어 가능한 언덕에 성을 건설하고, 아이주아(Ajoie) 영토의 수도로 만들었다. 정착지(지금은 Faubourg de France로 알려짐)가 성의 기슭에 세워졌고 반대쪽 언덕에 또 다른 남쪽이 세워졌다. 성벽은 아마도 1283년 이전에 지어졌고 두 정착지를 둘러쌌지만, 생제르망 교구 교회는 둘러싸지 않았다.
1236년 페레트 백작은 몽벨리아르 백작에게 이 도시를 약속했지만, 1281년 바젤 주교에게 영토를 매각할 때까지 아요예에 대한 권리를 유지했다. 몽벨리아르 백작은 포랑트뤼를 넘겨주는 것을 거부했고, 이에 이니의 헨리 주교는 합스부르크의 루돌프 1세에게 지원을 요청했다. 포위된 지 6주가 지난 후, 백작은 마음을 뉘우쳐 그것을 주교에게 넘겼다. 1283년 4월 20일, 왕은 바젤의 주교에게 포랑트뤼에게 도시 인가를 주고 자유 제국 도시로 만들 것을 요청했다. 몽벨리아르 백작은 마을에서 어느 정도 권력을 유지했지만, 13세기에 영향력이 약해졌다.
재정적 어려움으로 인해 주교는 1386년에 아이주아(포랑트뤼 포함)를 다시 몽벨리아르 영주에게 매각해야 했다. 그러나 1461년에 이 도시는 다시 주교좌의 지배를 받게 되었다. 바젤의 종교 개혁으로 인해 주교청은 1527년에 공식 본부를 포랑트뤼로 옮겼다. 1575년부터 1608년까지 통치한 주교 야콥 크리스토프 블라러 폰 바르텐제(Jakob Christoph Blarer von Wartensee) 치하에서 이 도시는 그 중요성의 정점에 이르렀다. 그의 시대에는 성의 확장과 예수회 대학의 건축을 포함한 많은 건축 프로젝트가 착수되었다. 이 번영기는 1618년 30년 전쟁이 발발하면서 끝났다. 포랑트뤼는 반복적으로 점령, 포위, 약탈을 당했다.
생제르맹의 첫 번째 교구 교회는 13세기에 새 건물로 교체되었으며, 몇 차례의 보수 공사를 거쳤다. 생피에르 교회는 1349년에 완공되어 1475년에 본당 교회가 되었다. 대성당 지부는 1377년에 설립되었다. 1591년에 대학을 세운 예수회를 포함하여 여러 수도회가 이 도시에서 활동했다. 예수회 외에도 다른 명령에는 우르술라 수녀회(1619), 성모 영보 수녀회(1646년에 영구적으로 설립됨) 및 카푸친 작은형제회(1663년)가 포함되었다.
주교의 권력에 반대하는 첫 번째 봉기는 1790년 8월 20일 포렌트루 공의회에서 일어났지만, 주교를 추방할 수 없었다. 그러나 1792년 4월 27일 프랑스 혁명군이 도시를 침공하여 주교를 몰아냈다. 포랑트뤼는 1793년 몽테리블의 데파르트망으로 프랑스에 편입된 종속 공화국의 수도가 되었다. 1800년에 이 부서는 하위 부서로 오랭주의 데파르트망에 통합되었다. 제6차 연합 전쟁 중 나폴레옹에 대항하여 연합군은 1813년 12월 24일 포랑트뤼에 진입했다. 해방 이후 이전 주교 자리의 미래는 불확실했다. 정부는 두 개의 정당으로 나뉘었는데, 주교를 스위스 주의 수장으로 돌려보내려는 성공회 정당과 현 세속 정부를 유지하려는 프랑스 정당이 있었다. 그러나 나폴레옹이 함락된 직후, 자치제는 1803년에 별도의 주가 된 보 주의 손실을 보상하기 위해 베른 주에 양도 되었다(1815년).
종교적인 파벌과 세속적인 파벌 모두 다음 해에 도시에서 권력을 유지했다. 19세기의 정치 생활은 자유 급진파와 가톨릭 보수파 간의 심각한 갈등으로 특징지어졌다. 1860년 시장 조제프 트루야(Joseph Trouillat)가 쫓겨났을 때 세속적인 편에서 권력을 얻었다. 급진파는 1860년부터 1972년까지 시장직과 시의회의 과반수를 유지했다.
제1차 세계 대전 전까지 포랑트뤼는 이 지역의 문화 중심지였으며, 델레몽보다 인구가 많았다. 그러나 자동차 교통량이 증가하면서 변방에 있는 상황이 부담이 되었고, 경기 침체를 초래했다. 20세기 후반, 베른주에서 프랑스어를 사용하는 소수 민족과 독일어를 사용하는 다수 사이의 긴장으로 인해 1979년 1월 1일에 새로운 쥐라주의 생성이 이루어졌다. 델레몽가 주도로 선택되었다.

## 지리

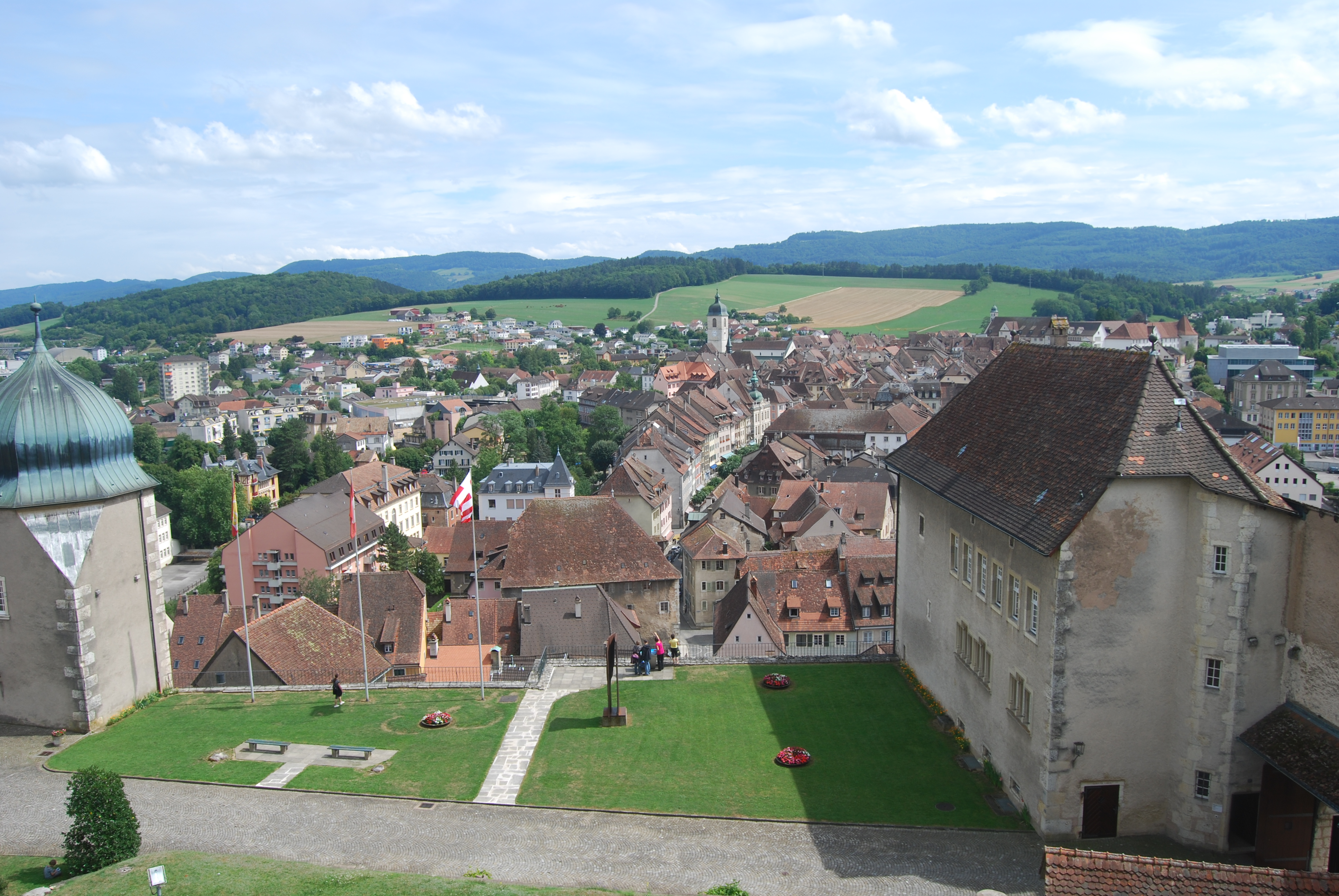
포랑트뤼성에서 본 포랑트뤼 타운과 주변 풍경

포랑트뤼의 면적은 14.76k㎡이다. 이 면적 중 5.08k㎡ (34.4%)가 농업용으로 사용되는 반면, 5.91k㎡ (40.1%)는 삼림이다. 나머지 토지 중 3.64k㎡ (24.7%)가 정착(건물 또는 도로), 0.12k㎡ (0.8%)가 강 또는 호수이고, 0.03k㎡ (0.2%)는 비생산적인 토지이다.
건축면적 중 공업용 건물이 전체 면적의 1.7%, 주택과 건물이 10.7%, 교통 기반 시설이 7.3%를 차지했다. 전력 및 수자원 기반 시설 및 기타 특별 개발 지역은 면적의 3.5%를 구성하고 공원, 녹지대 및 스포츠 경기장은 1.5%를 구성한다. 산림면적 중 38.8%는 산림이 우거져 있고 1.2%는 과수원이나 작은 나무 군락으로 덮여 있다. 농경지 중 22.0%는 작물 재배에 사용되고 12.1%는 목초지이다. 시정촌의 물 중 0.2%는 호수에, 0.6%는 강과 시내에 있다.
지자체는 북쪽의 쥐라산맥 기슭에 있는 아이주아(스위스 북서쪽 모서리에 있는 돌출부)의 알렌강 양쪽에 있다. 알렌 자체의 넓은 계곡 외에도 라반(La Banne, 511m) 및 라페르쉬(La Perche, 526m) 봉우리에서 흘러내리는 크레제나강(Creux-Genat)의 유역이 포함된다. 북쪽의 시정촌에는 쁘띠페이(Petit Fahy, 543m)와 그랑페이(Grand Fahy, 570m)의 언덕과 숲이 포함된다. 시정촌에서 가장 높은 지점은 580m에서 부레 시정촌과 나누는 능선이다.

## 인구통계

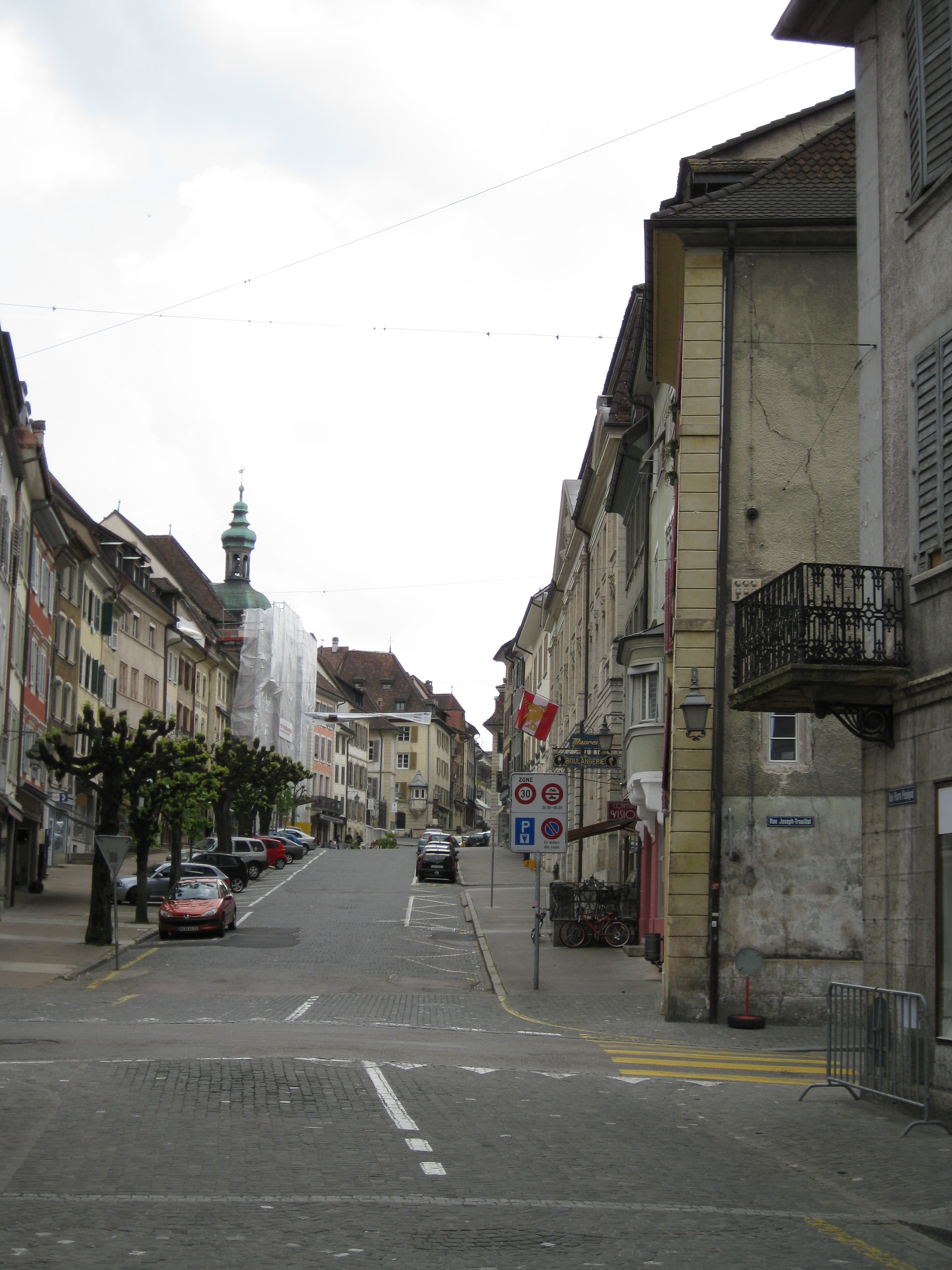
포랑트뤼의 구시가지와 도로

2020년 12월 기준, 포랑트뤼의 인구는 6,434명이다. 2008년 기준으로 인구의 16.4%가 거주하는 외국인이다. 지난 10년(2000~2010년) 동안 인구는 -0.9%의 비율로 변화했다. 이민은 0.3%, 출생 및 사망은 -2.9%를 차지했다.
2000년 기준, 인구 대부분인 6,046명(89.5%)이 프랑스어를 모국어로 사용하며, 독일어가 191명(2.8%)으로 두 번째로 많이 사용하고, 이탈리아어가 147명(2.2%)으로 세 번째로 사용된다. 로만슈어를 구사하는 사람이 2명 있다.
2008년 기준으로 인구는 남성 48.5%, 여성 51.5%이다. 인구는 2,655명의 스위스 남성(인구의 39.9%)과 573명(8.6%)의 비스위스 남성으로 구성되었다. 스위스 여성은 2,895명(43.5%), 비스위스 여성은 533명(8.0%)이었다. 지자체의 인구 중 약 32.6%인 2,201명이 포랑트뤼에서 태어나 2000년에 그곳에 살았다. 같은 주에서 태어난 2,066명(30.6%)이 있었고, 스위스 다른 곳에서 태어난 812명(12.0%)이 있었다. 1,361명(20.2%)이 스위스 이외의 지역에서 태어났다.
2000년 기준으로 아동·청소년(0~19세)이 22%, 성인(20~64세)이 59.5%, 노인(64세 이상)이 18.5%를 차지하고 있다.
2000년 기준으로 시정촌에는 미혼이며, 미혼인 사람이 2,770명 있다. 기혼자는 3,031명, 과부 또는 홀아비는 498명, 이혼한 사람은 454명이었다.
2000년 기준으로 시정촌의 민간가구는 3,022세대로 가구당 평균 2.1명이다. 1인 가구는 1261가구, 5인 이상 가구는 152가구였다. 2000년에는 총 2,921세대(전체의 84.5%)가 상설 임대되었으며, 259세대(7.5%)가 성수기, 278세대(8.0%)가 비어 있었다. 2009년 기준 신규주택 건설률은 인구 1000명당 1.7세대였다. 2010년 시정촌 공실률은 2.25%였다.
역사적 인구는 다음 차트에 나와 있다.

## 종교

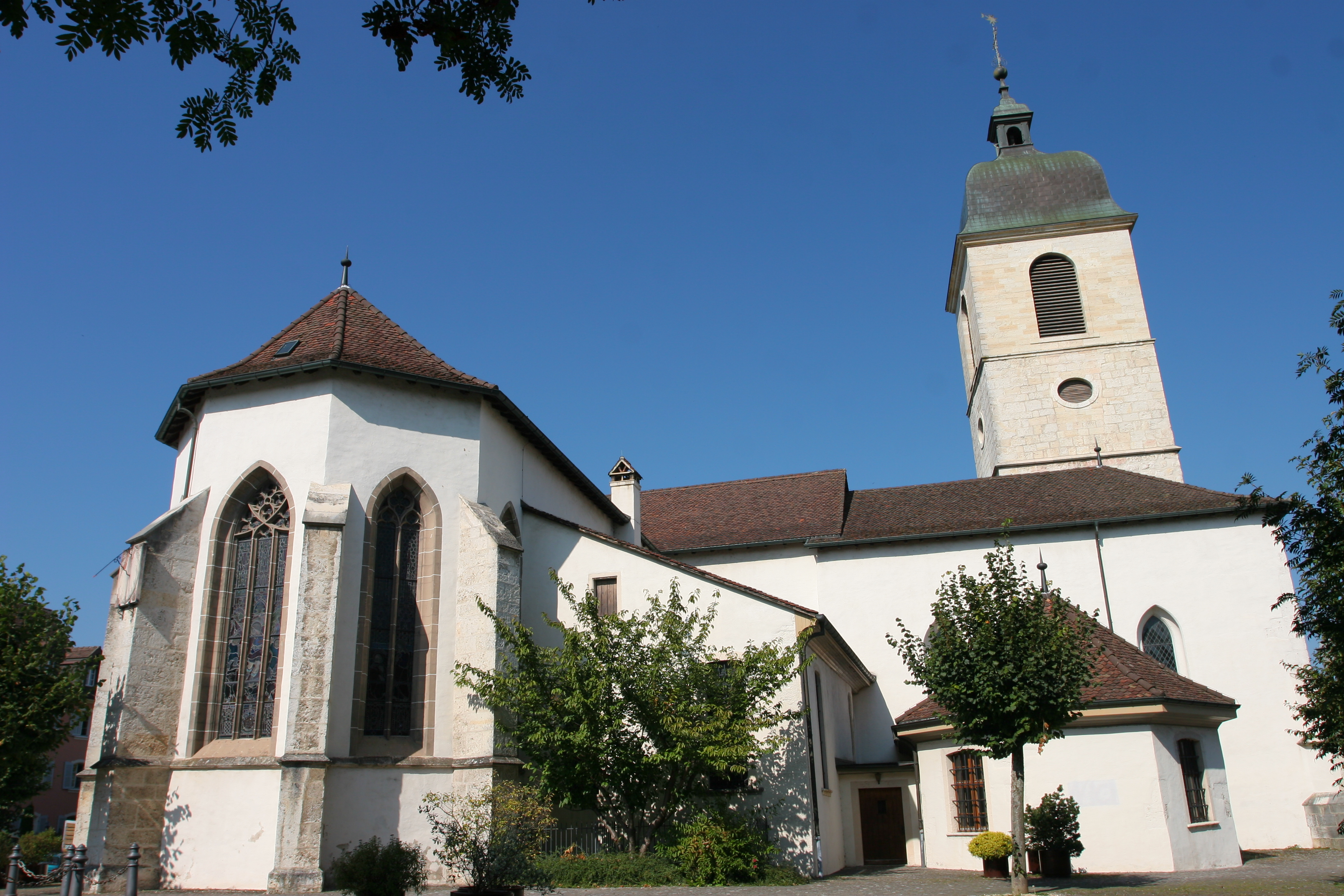
생피에르 교회

2000년 인구 조사에 따르면 5,017명(74.3%)이 로마 가톨릭 신자이고, 657명(9.7%)이 스위스 개혁 교회에 속해 있다. 나머지 인구 중 정교회 교인이 45명(인구의 약 0.67%), 크리스찬 가톨릭 교회 교인이 2명(0.03%), 107명이 있었다. 다른 기독교 교회에 속한 개인(약 1.58%). 3명의 개인(약 0.04%)이 유대인이었고, 160명(약 2.37%)이 이슬람교였다. 불교는 14명, 힌두교인과 다른 교회에 속한 4인이 있었다. 481명(7.12%)은 교회에 속하지 않았고, 불가지론자 또는 무신론자였으며, 312명(인구의 약 4.62%)은 질문에 대답하지 않았다.

## 정치
2007년 연방 선거에서 가장 인기 있는 정당은 37.11%의 득표율을 기록한 PSS였다. 다음으로 가장 인기 있는 세 정당은 PDC (29.88%), PLR (14.89%) 및 UDC (12.5%)였다. 이번 연방 총선에서는 총 2,082표가 투표됐고, 투표율은 45.2%였다.

## 경제
19세기에 포랑트뤼는 무역 중심지에서 시계 제조, 제화, 직물과 같은 전통 산업이 있는 중요한 산업 도시로 발전했다. 20세기에는 금속 가공, 기계 제조, 전자 제품 및 가구 제작과 같은 다른 중요한 산업이 추가되었다. 농업은 더 이상 지자체의 노동 시장에서 주요 요소가 아니다.
2010년 현재 포랑트뤼의 실업률은 6.3%이다. 2008년 현재 1차 경제 부문에 48명이 고용되어 있으며, 이 부문에 약 17개 기업이 참여하고 있다. 1,933명이 2차 부문에 고용되었고, 이 부문에 108개의 기업이 있었다. 3,734명이 3차 부문에 고용되었으며, 이 부문에는 407개의 기업이 있다. 시정촌 주민은 3,308명으로 일정 정도 고용되었으며, 그중 여성이 전체 노동력의 44.0%를 차지하였다.
2008년에 정규직에 해당하는 총 일자리 수는 4,822개였다. 1차 부문의 일자리 수는 34개였으며, 모두 농업에 종사했다. 2차 부문의 일자리는 1,887개였으며, 그 중 제조업이 1,454개(77.1%), 건설업이 389개(20.6%)였다. 3차 부문의 일자리는 2,901개였다. 3차 부문에서; 612 또는 21.1%는 도소매 또는 자동차 수리업, 65 또는 2.2%는 상품의 이동 및 보관, 133 또는 4.6%는 호텔 또는 레스토랑, 22 또는 0.8%는 정보 산업에 종사했다., 163 또는 5.6%가 보험 또는 금융 산업, 220 또는 7.6%가 기술 전문가 또는 과학자, 340 또는 11.7%가 교육, 834 또는 28.7%가 의료 분야였다.
2000년 기준 자치단체로 통근하는 근로자는 4,145명, 출퇴근자는 1,051명이었다. 지자체는 근로자의 순수입 지자체이며, 1명이 전출할 때마다 약 3.9명의 근로자가 지자체에 들어간다. 포랑트뤼에 들어오는 인력의 약 18.3%는 스위스 외부에서 오고, 현지인의 0.5%는 일을 위해 스위스에서 출퇴근한다. 근로 인구 중 8.9%가 대중교통을 이용하여 출퇴근하고, 57.3%가 자가용을 이용하였다.

## 문화
포랑트뤼는 주 법원을 포함하여 쥐라주의 많은 중요한 기관과 이전 바젤 주교좌의 기록 보관소가 있는 곳이다. 쥐라 국민 대학(Université Populaire Jurassienne)의 위치이기도 하다.
1988년, 포랑트뤼는 건축 유산의 개발 및 보존에 대한 바커상을 수상했다.

## 국가중요문화재
공화국 기록 보관소 및 쥐라주와 주립 도서관, 포랑트뤼성, 예수회 교회 및 대학, 생피에르 교회, Hôtel de Gléresse et Fondation des Archives, 기록 보관소가 있는 Hôtel de Gléresse, Hôtel- 약학 박물관과 쥐라 자연 과학 박물관과 정원이 있는 Dieu는 국가적으로 중요한 스위스 문화 유산으로 지정되어 있다. 포랑트뤼의 구시가지 전체가 스위스 유산 목록의 일부이다.

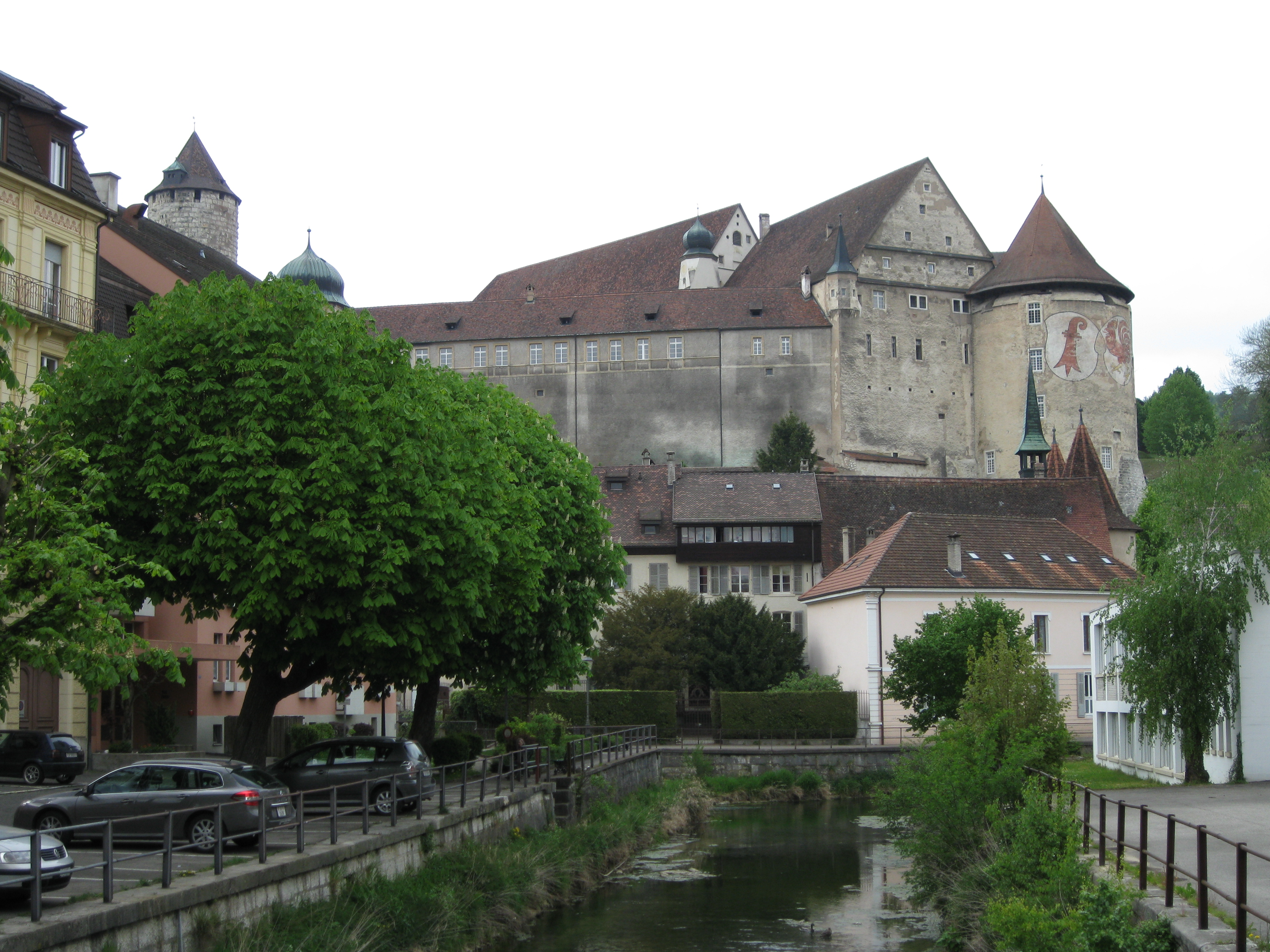
포랑트뤼성
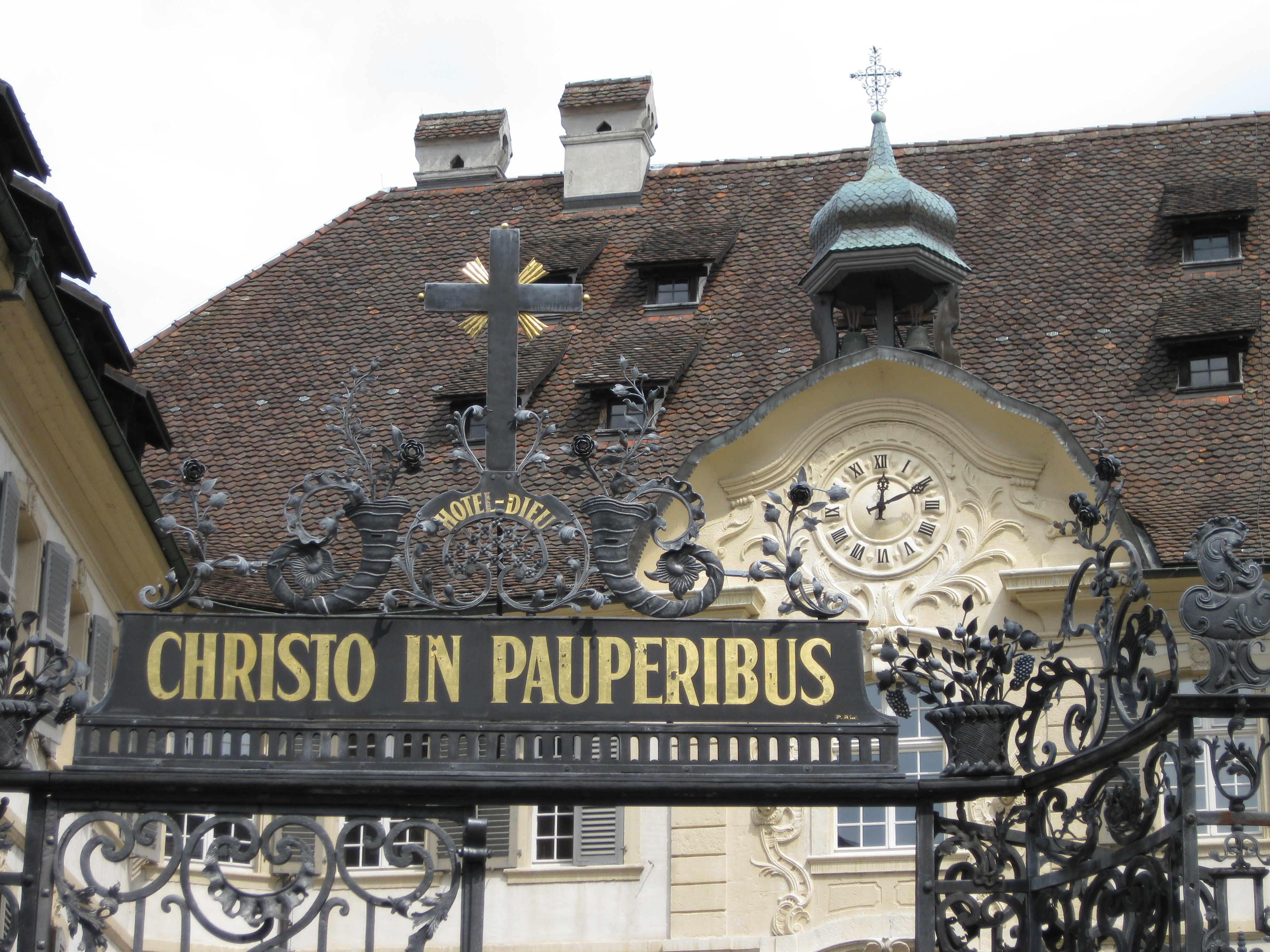
예수 교회와 대학
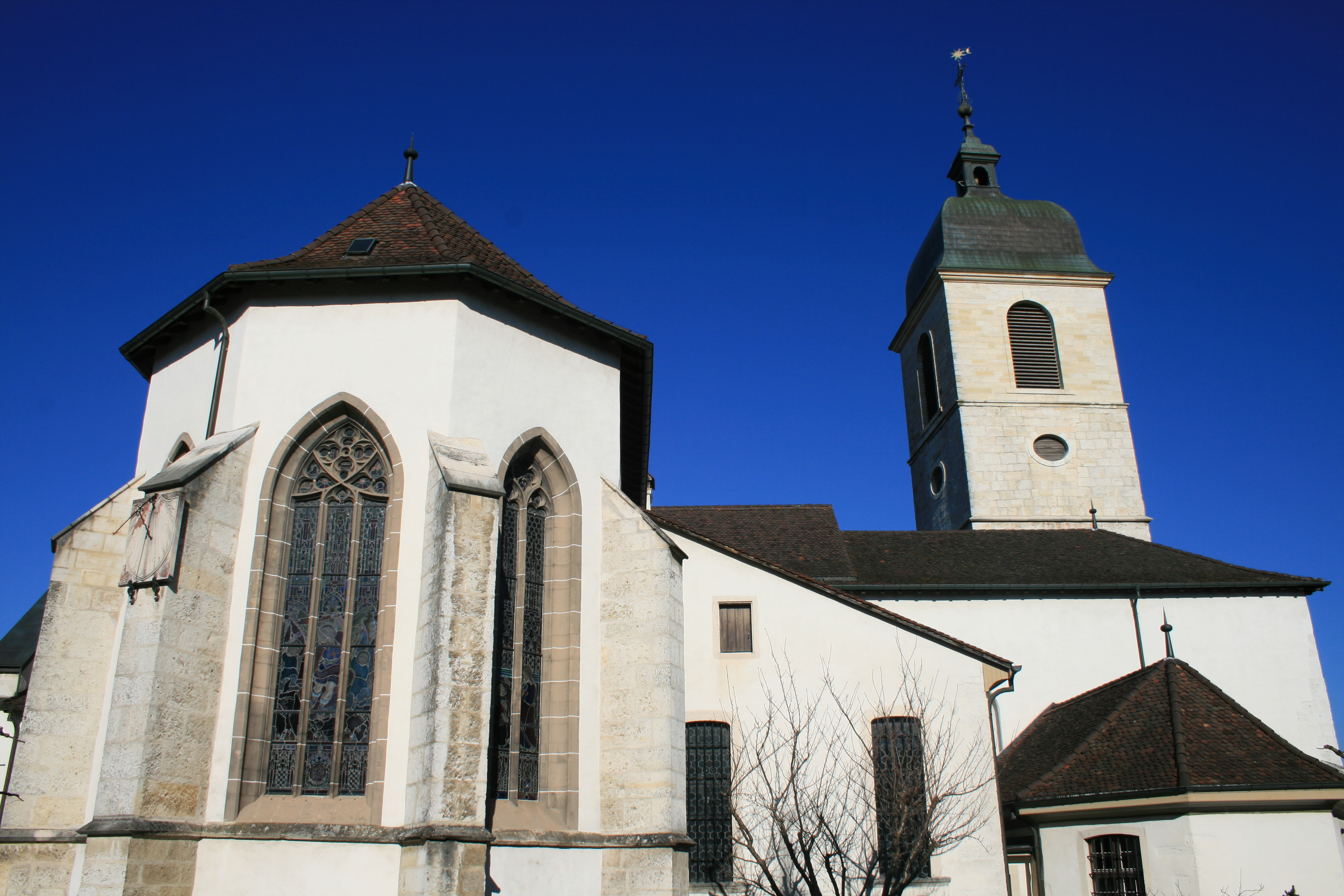
생피에르 교회
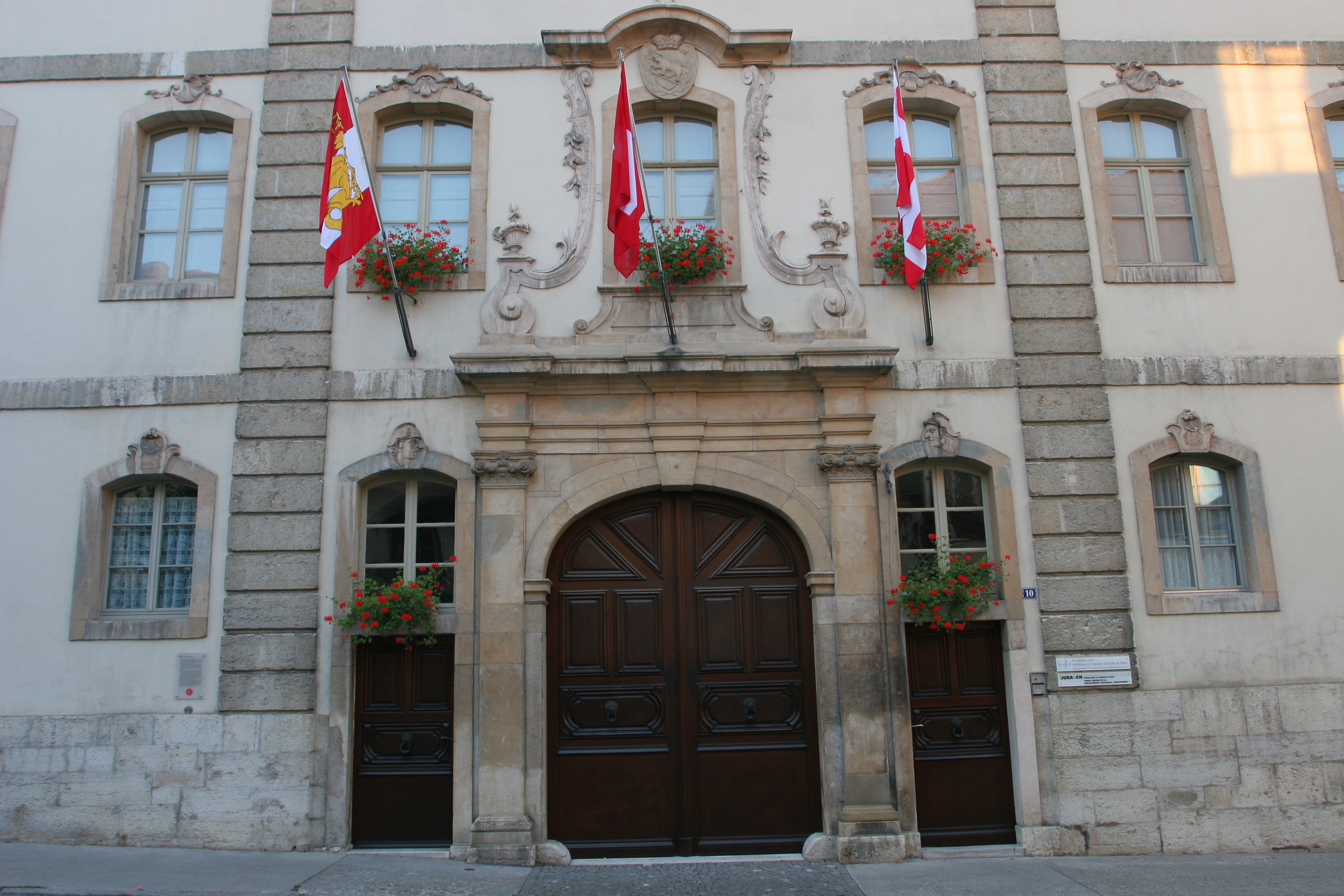
글레레스 호텔
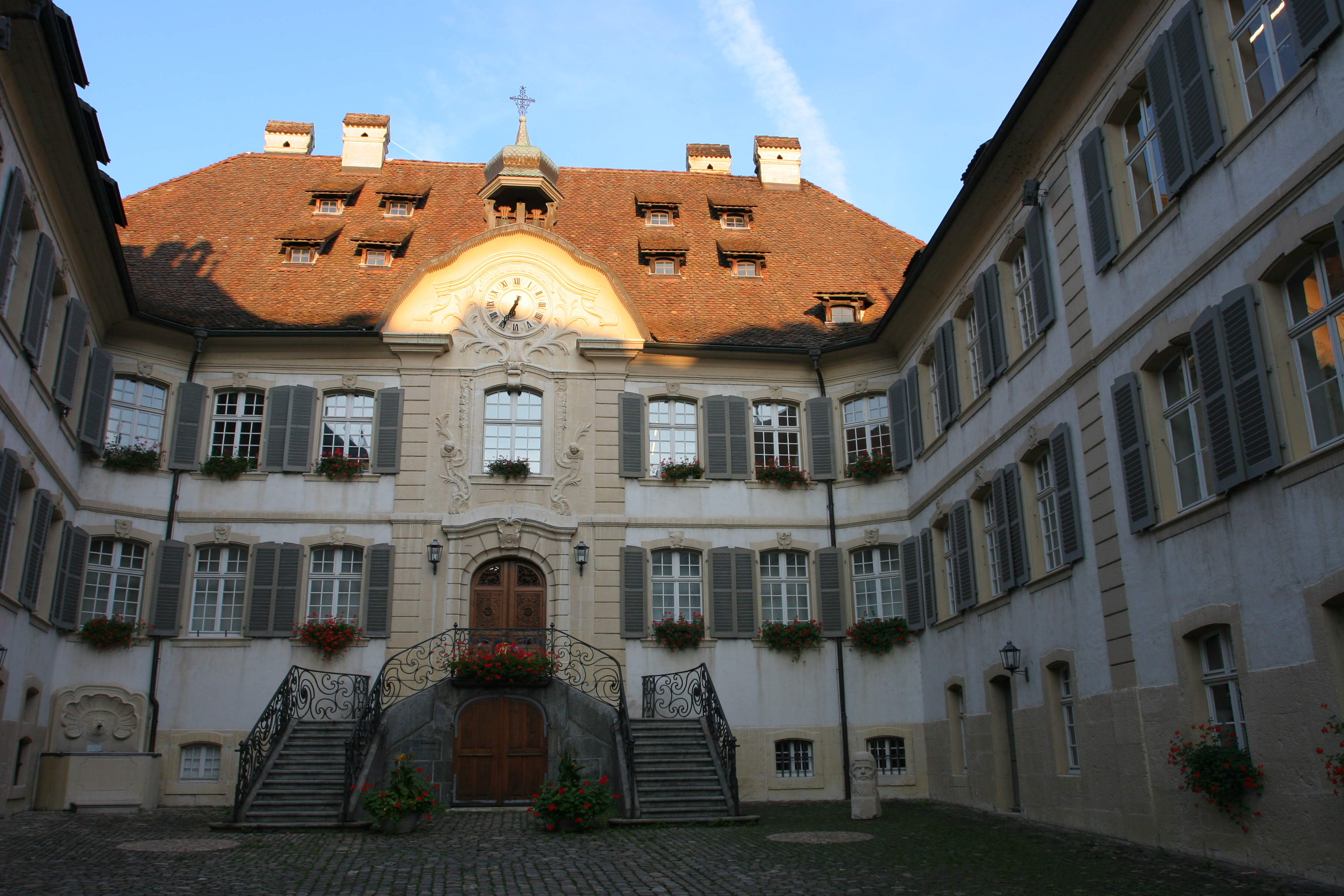
디유호텔
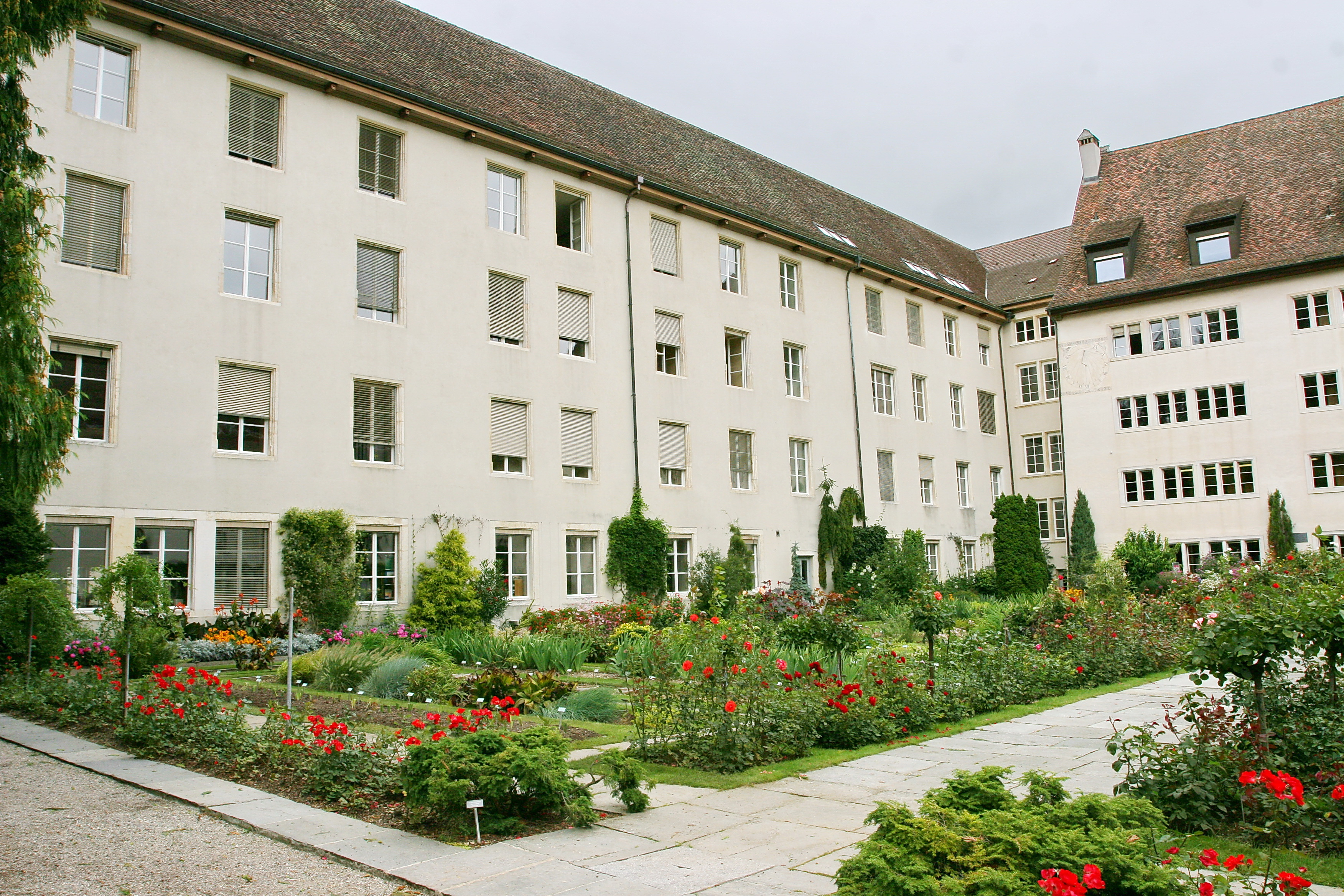
쥐라 자연 박물관과 정원

경치 좋은 유서 깊은 도심에는 고딕, 바로크 및 신고전주의 양식의 많은 건물이 있으며, 특히 현재는 주립 학교에서 사용하는 예수회 대학 건물이 있다. 유일하게 남아 있는 중세 도시 성문은 1563년에 지어진 포르트 드 프랑스이다.
생피에르 가톨릭 교회는 1330년에서 1350년 사이에 지어진 고딕 양식의 대성당이다. 귀중한 유물이 소장되어 있으며, 후기 고딕 양식의 제단이 있다. 13세기에 지어진 성 제르맹 가톨릭 교회는 1698년에 복원 및 확장되었다. 예수회 대학(1599-1603)의 예배당에는 1701년에 지어진 팔각형 탑이 있는데 지금은 콘서트홀로 사용하고 있다. 우르술라인 교회는 1626년에 봉헌되었다.
눈에 띄는 곳에는 1527년부터 1792년까지 바젤 주교의 거주지였던, 포랑트뤼성이 있다. 가장 오래된 부분은 1271년에 지어진 둥근 Bergfried이다.
중요한 바로크 양식 건물은 Hôtel de Ville(1761~63), 호텔디유(Hôtel-Dieu, 1761~65), Hôtel de Gléresse(1750년 Ligerz 남작을 위해 건축됨), Hôtel des Halles(1766~69)이다. 구시가지의 광장에는 퐁텐 데 사마리테스(1564)와 퐁텐 스위스(1518)를 비롯한 기념비적인 분수대가 있다.

## 교육
포랑트뤼에서는 인구의 약 2,097명(31.1%)이 비필수 고등교육을 이수했으며, 813명(12.0%)이 추가 고등 교육(대학 또는 응용학문대학)을 마쳤다. 고등교육을 마친 813명 중 59.5%가 스위스 남성, 25.2%가 스위스 여성, 8.4%가 비스위스계 남성, 6.9%가 비스위스계 여성이었다. .
쥐라주 학교 시스템은 2년의 의무가 아닌 유치원을 제공하고 그 다음 6년의 초등학교를 제공한다. 이후 3년 동안의 의무적 중학교 과정을 거쳐 학생들을 능력과 적성에 따라 구분한다. 중학교 과정을 마친 후 학생들은 3년 또는 4년제 고등학교에 진학한 후 어떤 형태의 고등교육을 받거나 견습과정에 들어갈 수 있다.
2009-10학년도 동안 포랑트뤼의 59개 학급에 총 1,183명의 학생이 참석했다. 시정촌에는 총 83명의 학생이 있는 5개의 유치원 수업이 있었다. 지자체에는 18개의 초등 학급과 342명의 학생이 있었다. 같은 해에 총 758명의 학생이 있는 36개의 중학교가 있었다.
2000년 현재 포랑트뤼에는 다른 지자체에서 온 1,682명의 학생이 있었고, 52명의 주민들은 지자체 외부의 학교에 다녔다.
포랑트뤼에는 쥐라 주립 도서관이 있다. 2008년 기준으로, 도서관은 115,585권의 책 또는 기타 매체를 보유하고 있으며, 같은 해에 10,097권을 대출했다. 그해에는 주당 평균 32시간씩 총 243일을 열었다.
포랑트뤼는 또한 쥐라주의 유일한 두 개의 고등학교(또는 프랑스어로 "Lycées")가 있는 곳이다. 첫 번째는 공립 고등학교인 포랑트뤼 주립 고등학교(Lycée Cantonal de Porrentruy)이고, 두 번째는 생샤를 고등학교(Collège et Lycée Saint-Charles)이다.

## 교통

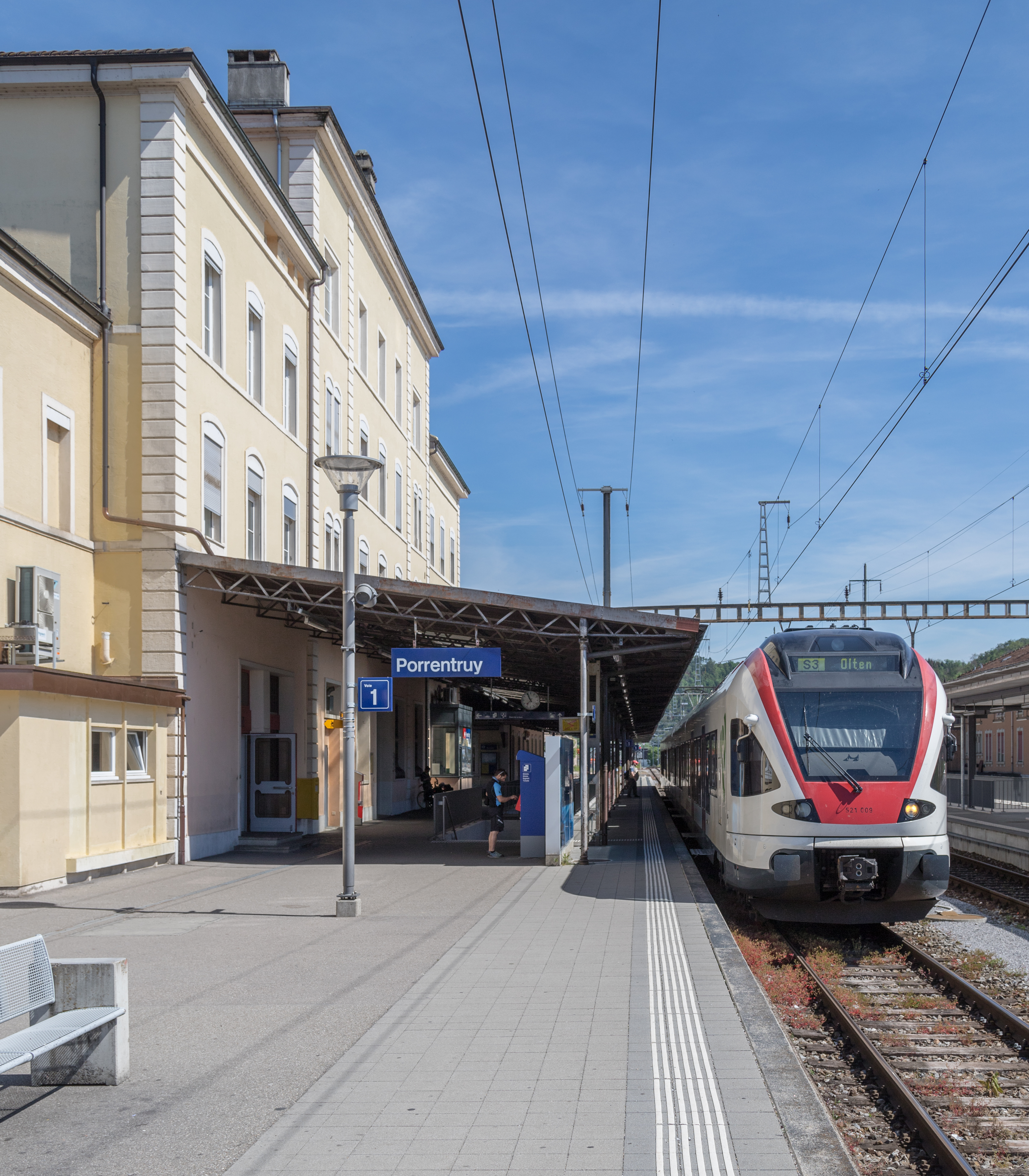
포랑트뤼역

포랑트뤼역은 스위스 연방 철도인 델-델레몽-비엔(레기오익스프레스)와 바젤과 올텐을 향하는 바젤 S-반의 S3 노선에 있다. 포랑트뤼와 본폴 사이에는 쥐라철도(CJ)의 지역 철도 노선도 있다. 원래 1868년에 포랑트뤼는 봉쿠르와 델을 통해 기차로 프랑스와 파리로 연결되었다. 현재 델과 벨포르 사이의 노선이 매시간 버스 서비스로 대체된다.
지자체는 프랑스 들레몽과 벨포르 사이의 쥐라주에서 1998년에 개통된 고속도로(A16 또는 E27)의 첫 번째 구간에 있다. 고속도로는 2016년 완공을 목표로 하고 있는데 쥐라의 험난한 지형으로 인해 짧은 구간만 하나씩 개방이 가능하다. 이것은 철도가 벨포르의 경제 철도 허브에 이르는 Allaine 강의 코스를 따라가기 때문에 국제 철도가 포랑트뤼의 경제 성장에 중요한 역할을 한 이유를 설명한다.